# Версетура (Бреїла)
Версетура (рум. Vărsătura) — село у повіті Бреїла в Румунії. Входить до складу комуни Кіскань.
Село розташоване на відстані 169 км на північний схід від Бухареста, 5 км на південний захід від Бреїли, 129 км на північний захід від Констанци, 23 км на південь від Галаца.

## Населення
За даними перепису населення 2002 року у селі проживали 300 осіб, усі — румуни. Усі жителі села рідною мовою назвали румунську.